# ミサワホーム中国
ミサワホーム中国株式会社（ミサワホームちゅうごく、英: MISAWA HOMES CHUGOKU CO., LTD.）は、岡山県岡山市北区に本社を置く、ハウスメーカーである。

## 概要
1971年（昭和46年）3月25日、山口県徳山市に設立された、ミサワホームの販売代理店である。その後本社を1993年（平成5年）に広島市に、2010年（平成22年）には岡山市に移転している。
岡山県・広島県・山口県・鳥取県・島根県の中国地方5県を販売エリアとし、ミサワホームの木質プレハブ住宅およびニューセラミック住宅の販売・設計・施工、アパート・マンション・ビル・店舗等の一般建築の販売・設計・施工、不動産関連事業、インテリア・エクステリア・増改築等の住宅関連製品の販売・設計・施工（ホームイング事業）を行っている。
連結子会社として、ミサワ中国建設株式会社を傘下に収める。

## 沿革
- 1971年3月25日 - 山口県徳山市に山口朝日ミサワホーム株式会社として設立。
- 1972年 - 山口ミサワホーム株式会社に改称。
- 1980年 - 株式会社ミサワホーム山口に改称。
- 1993年12月 - 現社名のミサワホーム中国株式会社に変更。広島県広島市西区に本社を移転。
- 2002年3月 - 株式を店頭公開（現在のJASDAQ）。
- 2007年10月1日 - 鳥取県・島根県をエリアとしていた「ミサワホームサンイン株式会社」（鳥取県鳥取市）を吸収合併し、山陰支店とする。
- 2010年10月1日 - 本社を岡山県岡山市北区に移転。
- 2021年
  - 6月28日 - 親会社のミサワホームが株式公開買付けを実施し、96.12%の株式を取得。
  - 7月28日 - JASDAQ上場廃止[1]。
  - 7月30日 - 株式売渡請求により、ミサワホームの完全子会社となる。

## 事業所
- 本社・岡山支店（岡山県岡山市北区）
- 倉敷支店（岡山県倉敷市）
- 広島支店（広島県広島市西区）
- 福山支店（広島県福山市）
- 山口支店（山口県山口市）
- 山陰支店（鳥取県鳥取市）
- 中国地方5県35か所の店舗・営業所・展示場